# Johanna von Portugal (1452–1490)

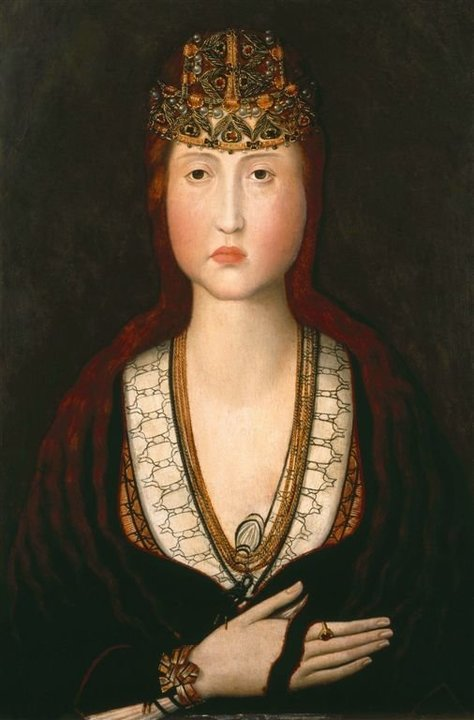
Die selige Johanna von Portugal

Die selige Johanna von Portugal (* 6. Februar 1452; † 12. Mai 1490) war eine portugiesische Prinzessin aus dem Hause Avis.
Johanna wurde als Tochter des portugiesischen Königs Alfons V. und dessen Gemahlin Isabel von Portugal geboren. Noch in der Wiege wurde sie zur Thronerbin ausgerufen, verlor aber ihren Thronanspruch, als dem Hause Avis doch noch ein männlicher Thronerbe in Gestalt ihres jüngeren Bruders Johann II. geboren wurde. Während der Abwesenheit ihres Vaters von Portugal im Jahre 1471, der sich auf seinem Tangerfeldzug befand, war sie kurzzeitig Regentin des Königreiches. 1475 trat sie in den Dominikanerorden in Aveiro ein. In der Folgezeit bis zu ihrem Tod wies sie alle Heiratsbemühungen europäischer Fürsten zurück.
Johanna starb am 12. Mai 1490 in Aveiro und wurde im Kloster in Aveiro beerdigt. Johanna wurde 1693 von Papst Innozenz XII. seliggesprochen. Obwohl sie bis heute nicht heiliggesprochen wurde, wird sie in Portugal als die Heilige Prinzessin Johanna verehrt.